# Joan Brudieu
Joan Brudieu (* 1520 in der Diözese Limoges; † 1591 in La Seu d’Urgell) war ein katalanischer Komponist und Kirchenmusiker der Renaissance französischer Herkunft. Die Musikwissenschaft betrachtet Brudieu als katalanischen Musiker, da er nahezu seine gesamte musikalische Vita in Katalonien gelebt hat.

## Leben
Joan Brudieu kam 1538 als junger Sänger und Dirigent an die Kathedrale von La Seu d’Urgell. 1539 bot ihm das Domkapitel die Kapellmeisterstelle an. 1546 wurde er in dieser Kirche zum Priester geweiht. 1548 wurde er zum Kapellmeister auf Lebenszeit ernannt. 1550 reiste er in seine Heimat, um Instrumente für seine Kapelle zu erwerben.
1577 zog er sich privat nach Balaguer zurück. Aber 1578 trat er die Stelle des Kapellmeisters in Santa Maria del Mar in Barcelona an. Aus gesundheitlichen Gründen musste er diese Stelle jedoch bald aufgeben. Ihm lag wohl auch das Leben in der „Großstadt“ Barcelona nicht so sehr. Er kehrte im Jahr 1579 nach La Seu d’Urgell zurück, wo er wieder als Musiker an der Kathedrale eingesetzt wurde. 1586 ging er zunächst in den Ruhestand. Als sein Nachfolger Rafael Coloma seine Musikerposition dort verließ, bat das Domkapitel Brudieu, die Kapellmeisterstelle wieder zu übernehmen. Brudieu versah dann diese Stelle bis kurz vor seinem Tod.

## Werk
Brudieu fand sich sehr schnell in die Kultur und das Leben Kataloniens hinein. Er bezog die Essenz der katalanischen Volksweisen und Gedichte tief in seine Kompositionsarbeit ein. Er komponierte zahlreiche Madrigale, meist auf Texte von Ausiàs March. 1585 gab er diese im Band „Los Madrigales del muy Reverendo Joan Brudieu“ bei Hubert Gotard in Barcelona heraus. Das einzige erhaltene Exemplar dieses Werkes wird in der Bibliothek des Klosters El Escorial aufbewahrt. Handschriftlich ist ein vierstimmiges Requiem von Brudieu erhalten. Dieses wird im Archiv der Kathedrale von La Seu d’Urgell aufbewahrt. Die mit den Madrigalen zusammen veröffentlichten Goigs de Nostra Dona (Lobgesänge auf die Mutter Gottes) sind kontrapunktische, polyphone Variationen von Themen aus der katalanischen Volksmusik.
Der freie Kompositionsstil Brudieus mit seinem rigorosen Kontrapunktstil steht der französischen Renaissancemusik näher als der römischen Palestrina-Schule.
In La Seu d’Urgell ist der Passeig de Joan Brudieu nach Brudieu benannt und das Festival de Música Antiga dels Pirineus (Pyrenäen Festival für Alte Musik) in La Seu d’Urgell heißt offiziell Festival Internacional de Música Joan Brudieu de la Seu d’Urgell.